# Okayamalite
La okayamalite è un minerale appartenente al gruppo della melilite, analogo della gehlenite ricco di boro.

## Etimologia
Il nome è in riferimento alla località di scoperta: nella miniera di calcare di Fuka, località giapponese della prefettura di Okayama.